# کامیلا و دزد ۲
کامیلا و دزد ۲ (انگلیسی: Kamilla and the Thief II) فیلمی نروژی در سبک درام و خانوادگی و محصول سال ۱۹۸۹ میلادی است. از بازیگران این فیلم می‌توان به دنیس استورهوی اشاره نمود.